# Joseph Binder von Degenschild
Joseph Binder, Ritter von Degenschild (* 24. August 1742; † 17. Januar 1813) war ein österreichischer Feldmarschallleutnant.

## Leben
Joseph war der Sohn des Offiziers Georg Heinrich Binder, Ritter von Degenschild (* 31. Juli 1695 Württemberg; ?) k.k. Oberstleutnant des Infanterie-Regiments 17. Am 24. Dezember 1755 trat Joseph in die Militärakademie in Wiener Neustadt ein.
Im Siebenjährigen Krieg nahm er an den Schlachten von Kunersdorf (12. Aug. 1759), Maxen (20. Nov. 1759) und Landshut (23. Juni 1760) teil. Als Fahnenkadett wurde er dem Infanterie-Regiment Kolowrat Nr. 17 zugeteilt, 1767 wurde er zum Hauptmann und erst zehn Jahre später, 1777 zum Major befördert. Danach kommandierte er als Oberstleutnant das Grenadierbataillon Davidovich und seit 1784 das Grenadier Bataillon Mersics. Am 23. August 1786 zum Oberst aufgestiegen, befehligte er 1789 das Infanterie-Regiment Nr. 51 „Gyulai“ im Kriegszug gegen die Türken, wo er sich bei Porcseny auszeichnete. Am 27. Februar 1793 wurde er zum Generalmajor befördert und nahm an der Belagerung von Mainz teil. Er kämpfte im April 1794 bei Le Cateau (April 1794) und nahm unter Wurmser an der Belagerung von Mannheim (18. Oktober bis 22. November 1795) teil. Da er beim letzteren Kämpfen schwer verwundet wurde und einen Arm verlor, wurde er in Pension geschickt.
Für seine Verdienste erhielt er den Titel eines Feldmarschalleutnants und den Elisabeth-Theresien-Orden 2. Klasse, 1800 erhielt er die 1. Klasse.
Mitte 1796 fungiert er als Beisitzer im Militärgerichtshof in Wien. Von 1806 bis 1813 war er Stellvertretender Präsident des Militär-Appellations-Gerichtshofes.
Joseph Binder von Degenschild war mit der Schwester des Feldzeugmeisters Anton Freiherr von Zach und des Franz Xaver von Zach, Anna von Zach (* 27. Dezember 1749, Pest; † 24. April 1794, Pressburg) verheiratet. Das Paar hatte mehrere Kinder.